# Остання людина (Ніцше)
Остання людина (нім. der letzte Mensch) — термін, що був введений філософом Фрідріхом Ніцше в його роботі «Так казав Заратустра». Поняття описує антипод уявної вищої істоти, яка зветься надлюдиною, і чию скору появу сповіщає Заратустра. Остання людина втомилася від життя, відкидає ризик  шукаючи лише комфорт та безпеку.
У пролозі до «Заратустри» Ніцше наочно зображує образ останньої людини, який, на його думку, став метою Західної цивілізації. Заратустра, головний герой твору, намагається вплинути на людей, пропонуючи їм ідею надлюдини як цілі людства. Проте, не знайшовши розуміння, він ставить перед ними мету, яка спричиняє обурення та відторгнення. Остання людина характеризується пасивністю та конформізмом. В такому суспільстві відсутня різниця між правителями та підданими, сильними та слабкими, розумними та недоумками, видатними та середньостатистичними. Соціальні конфлікти та проблеми майже зникли, кожна людина живе стереотипним життям і знаходиться у поверхневій гармонії. Оригінальні соціальні тенденції та ідеї пригнічуються, індивідуальність та творчість придушуються. Земля стає маленькою, а остання людина, ніби блоха, стрибає по її поверхні, зробивши все маленьким. Його рід незнищенний, як земляна блоха, і остання людина живе найдовше.
Суспільство останніх людей, відображене в тексті, протистоїть ідеї Ніцше про волю до влади як основу людської природи та різноманіття життя у всесвіті.
Поява останньої людини, як передбачав Ніцше, вважається однією зі відповідей на нігілізм, але повні наслідки смерті Бога ще не розкрилися повністю. Ця подія є настільки великою, віддаленою і складною для сприйняття широкою аудиторією. Навіть інформація про неї не досягла повного розуміння.